# 会计等式
會計等式（英語：accounting equation），亦稱會計恆等式或會計方程式，表示了企业或个人的資產、負債、股東權益之间的关系，是复式簿记的基础。每笔交易中，总借款与总贷款相等。內容如下：
- 資產（Assets） = 負債（Liabilities） + 股東權益（Shareholders' / Owners' Equity）[1][2]

其中，股東權益包括實收資本和留存收益。